# 三一教會
大韓耶穌教長老會三一教會（韓語：대한예수교장로회 삼일교회），創立於1954年3月1日，位於大韓民國首爾特別市龍山區青坡洞的基督教教會，為大韓耶穌教長老會(合同)所屬。會館分為A(Abraham)館、B(Bethany)館、C(Circle)館和D館。2012年7月1日，由宋泰根牧師擔任三一教會第五代主任牧師。

## 歷任牧者
| 任別           | 姓名            | 任職起始   | 任職結束   | 備註                                                              |
| -------------- | --------------- | ---------- | ---------- | ----------------------------------------------------------------- |
| 第一任主任牧師 | 한병혁          | 1955年12月 | 1967年4月  |                                                                   |
| 第二任主任牧師 | 김영규          | 1976年7月  | 1993年4月  |                                                                   |
| 第三任主任牧師 | 전병욱(田炳旭)  | 1993年12月 | 2010年12月 | 牧會期間從80名會友上升至16000名會友，青年占多數，引發教會界熱議。 |
| 第五任主任牧師 | 송태근 (宋泰根) | 2012年7月  | 現職       | 曾任職江南教會。                                                  |

## 宣教[3]
三一教會每年冬季、夏季舉行國內外宣教。
- 國內：濟州、嶺東(東海)、盈德蔚珍、統營、木浦、長興、泗川、首都圈、軍隊、農漁村、醫療、北韓宣教等。
- 國外： 臺灣、 日本、 緬甸、 柬埔寨、 蒙古国、中東( 黎巴嫩)、 印度、 古巴
- 其他宣教：開拓400間教會事工、醫療宣教、校園宣教等。

## 海外教會
- 基督教台北三一教會 Taipei Samil Church：地址為臺灣臺北市文山區興隆路三段123號之6，2008年設立，現任牧者為朴美真宣教士。

## 歷史[4]
- 1954年2月28日：於首爾市龍山區葛月洞97號舉行首次禮拜。
- 1954年3月1日：三一教會設立。
- 1954年3月5日：於首爾市龍山區青坡洞三街134號舉行移入禮拜。
- 1965年11月：第一代禮拜堂（A館）完工獻堂並舉行教會設教12周年紀念禮拜。
- 1974年3月：舉行教會設教20周年紀念禮拜。
- 1981年1月6日：首度派遣宣教士。
- 1984年3月4日：舉行教會設教30周年祝賀禮拜。
- 1994年3月15日：舉行教會設教40周年紀念禮拜。
- 1994年5月1日：教會下午第二場禮拜開始實施，地點位於首爾龍山警察署（朝鲜语：서울용산경찰서）戰警中心。
- 1994年7月4日～7月8日：第一屆濟州島宣教開始。
- 1994年7月20日～7月24日：第一屆農漁村宣教開始。
- 1994年8月1日～8月5日：第一屆臺灣宣教開始。
- 1994年11月20日：週日晚上禮拜開始實施。
- 1995年1月16日～1月21日：第一屆塞班島宣教開始。
- 1995年2月6日～2月10日：第一屆鬱陵島宣教開始。
- 1996年1月15日～1月19日：第一屆江原道偏山宣教開始。
- 1998年1月18日～1月23日：第一屆統營宣教開始。
- 1998年2月9日～2月14日：第一屆日本宣教開始。
- 1999年3月7日：由於聚會人數增加，於附近淑明女子大學租借大禮堂進行禮拜。
- 2000年：第一屆蔚珍宣教開始。
- 2001年：第一屆木浦、長興宣教開始。
- 2004年：第一屆東海、盈德宣教開始。
- 2005年：第一屆緬甸宣教開始。
- 2008年3月1日：原位於京釜線旁邊的教會教育館改建而成的B館完工並舉行獻堂禮拜，從此本棟做為現今主會堂使用。
- 2009年3月：由於與淑明女子大學的租賃到期，結束了在大禮堂的禮拜。
- 2010年：第一屆柬埔寨宣教開始。
- 2014年8月8日：三一教會慶祝臺灣宣教20週年，於臺灣真理大學舉辦特會[5]。

## 交通[6]
- 鐵路：
  - 首爾地鐵4號線淑大入口站10號出口，步行約5分鐘。
  - 首都圈電鐵1號線南營站1號出口，步行約10分鐘。
- 公車：

由南營洞、淑大入口站/青坡洞住民中心、淑大入口站/葛月洞、青坡洞、葛月洞、南營郵局下車。
- - 淑大入口站/青坡洞住民中心：262（汝矣島－中浪）、龍山04
  - 淑大入口站/葛月洞：162（貞陵－汝矣島）、503（首爾站－光明市）、505（鶴溫洞－首爾站）、1711、1716
  - 淑大入口站（青坡路）：162（汝矣島－貞陵）、400（市廳前－廉谷洞）、504（南大門市場－光明市）、505（首爾站－鶴溫洞）、
  - 淑大入口站（漢江大路）：100（下溪洞－龍山區廳）、150（道峰山站－始興大橋）、151（牛耳洞－中央大學）、152（華溪寺－京仁教育大學）、421（廉谷洞－玉水洞）、500（乙支路入口－石水站）、501（鍾路二街－首爾大學）、502（韓銀/新世界前－月岩）、504（南大門市場－光明市）、506（乙支路入口站－西林洞）、507（東大門歷史文化公園－石水站）、605（首爾站－開花站）、750A（大德洞－首爾大學）、750B（恩平－首爾大學）、751（龜山洞－崇實大學）、752（龜山洞－銅雀區廳）、N15（牛耳洞－南泰嶺站）、機場巴士6001（仁川國際機場－貝頓東大門酒店）
  - 葛月洞：龍山02
  - 南營郵局：202（佛岩洞－厚岩洞友利銀行前）
  - 青坡洞：503（首爾站－光明市）

## 外部連結
- 三一教會（页面存档备份，存于）官方網站
- 三一教會Facebook（页面存档备份，存于）
- 基督教台北三一教會Facebook（页面存档备份，存于）